# Oostende (stacja kolejowa)
Oostende (nid: Station Oostende) – stacja kolejowa w Ostendzie, w prowincji Flandria Zachodnia, w Belgii. Jest stacją końcową na linii 50A. Jest to główna stacja na belgijskim wybrzeżu. W lecie obsługuje ponad 250 000 pasażerów w każdym miesiącu. 
Od 1868 do 1963 istniało połączenia kolejowa na linii 62 do Torhout.